# Seizō Katō
Seizō Katō (japanska: 加藤 精三?, Katō Seizō), född 14 februari 1927, död 17 januari 2014, var en japansk röstskådespelare mest känd för att ha röstat Megatron och Galvatron i den första Transformersserien.
Katō föddes i Tokyo och under sitt senare liv arbetade han som röstskådespelare för företaget Haikyo (Tokyo Actor's Consumer's Cooperative Society). År 2014 avled Katō på grund av urinvägscancer, han blev 86 år gammal.

## Filmografi

### TV-animation
| år    | titel                          | karaktär                     |
| ----- | ------------------------------ | ---------------------------- |
| 1968  | Star of the Giants             | Ittetsu Hoshi                |
| 2002  | Cyborg 009: The Cyborg Soldier | Gamo Whisky                  |
| Okänt | Shigurui: Death Frenzy         | Kogan Iwamoto                |
| Okänt | Ideon                          | Gindoro Jinma                |
| Okänt | Kagaku Ninja-Tai Gatchaman F   | Sosai Z                      |
| Okänt | Gokusen                        | Fuji                         |
| Okänt | Ringing Bell                   | The Wolf                     |
| Okänt | Fist of the North Star         | Barcom                       |
| Okänt | Gunsmith Cats                  | Edward Haints                |
| Okänt | Fire Emblem                    | Jeigan                       |
| Okänt | Guyver                         | Dr. Hamilcar Barcas          |
| Okänt | Hyper Doll                     | Dr. Zaiclit                  |
| Okänt | Mästerdetektiven Conan         | Polischef Kiyonaga Matsumoto |
| Okänt | Ninja Scroll: The Series       | Anden Yamidoro               |
| Okänt | Outlaw Star                    | Hazanko                      |
| Okänt | Star Musketeer Bismark         | Hyuza                        |
| Okänt | Tenchi Muyo!                   | Dr. Clay                     |
| Okänt | Transformers                   | Megatron och Galvatron       |
| Okänt | SF New Age Lensman             | Lord Helmuth                 |
| Okänt | Voltes V                       | Dr. Hamaguchi                |
| Okänt | Yoroiden Samurai Troopers      | Shikaisen                    |
| Okänt | Crying Freeman                 | Larry Park                   |

### Original video animation (OVA)
| år   | titel                     | karaktär           |
| ---- | ------------------------- | ------------------ |
| 1985 | Vampire Hunter D          | Greve Magnus Lee   |
| 1989 | Legend of Galactic Heroes | Viscount Kleingelt |

### Animerade filmer
| år   | titel                                  | karaktär             |
| ---- | -------------------------------------- | -------------------- |
| 1987 | The Plot of the Fuma Clan              | Kommissarie Zenigata |
| 1995 | Crayon Shin-chan: Unkokusai's Ambition | Unkokusai            |

### Spelfilms roller
| år   | titel | karaktär                 |
| ---- | ----- | ------------------------ |
| 1985 | Ran   | Koyata Hatakeyama (röst) |

### Dubbning

#### Spelfilmer
| titel                             | karaktär                           |
| --------------------------------- | ---------------------------------- |
| Death Warrant                     | Hawkins (Robert Guillaume)         |
| Captain Scarlet and the Mysterons | Captain Black                      |
| Zombi 2                           | Dr. David Menard (Richard Johnson) |

#### Animation
| Titel                    | karaktär            |
| ------------------------ | ------------------- |
| Djungelboken             | Shere Khan          |
| Rex och hans vänner      | Professor Screweyes |
| X-Men (TV Tokyo edition) | Emperor D'Ken       |